# Struttura del Decameron

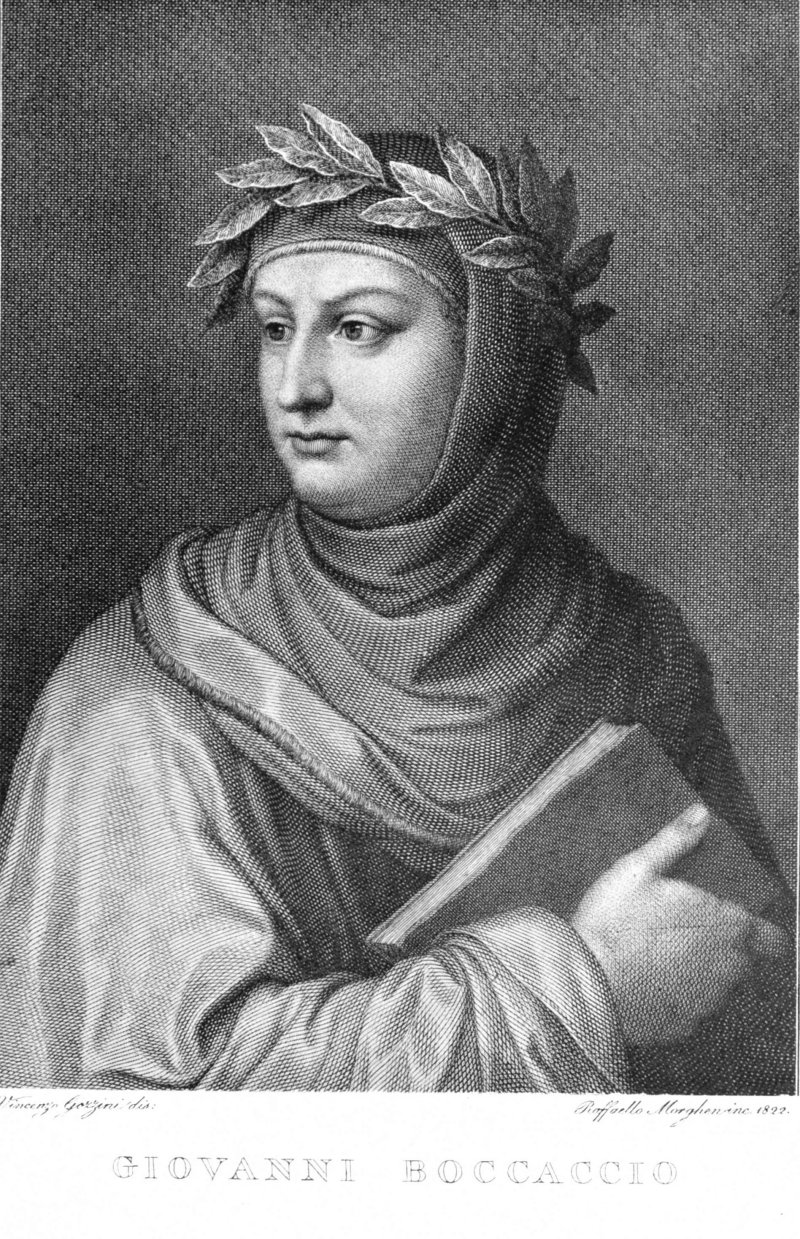
Ritratto di Giovanni Boccaccio, autore del Decameron

La struttura del Decameron è un articolato sistema entro cui Giovanni Boccaccio presenta le 100 novelle del suo capolavoro. La cornice vede dieci giovani, sette ragazze e tre ragazzi, che per sfuggire alla peste nera che imperversa su Firenze si riuniscono in una villa di campagna. Per passare il tempo, ciascun pomeriggio - ad eccezione dei giorni di venerdì e del sabato dedicati alla penitenza - ognuno di loro racconta una novella ai compagni, secondo un tema stabilito il giorno innanzi dalla Regina o il Re della giornata. Solo il personaggio di Dioneo, il più abile dei dieci a raccontare storie, viene dispensato dall'obbligo di attenersi al tema prestabilito, e la sua novella è narrata sempre per ultima (tranne nella prima giornata). 
Boccaccio si cura del più piccolo particolare. Fin dalla scelta dei nomi, ad esempio, si definiscono i caratteri e la funzione dei personaggi: Panfilo, dal greco tutto amore, narrerà spesso novelle cariche di erotismo. Tutti i personaggi nel complesso riflettono poi il carattere autobiografico dell'autore.
La narrazione della peste è una delle maggiori nella storia letteraria. Precedenti furono quelle dello storico greco Tucidide (la peste di Atene) e del poeta latino Lucrezio nel De rerum natura, che si rifà alla narrazione di Tucidide. Seguiranno a Boccaccio quelle di Daniel Defoe ne La peste di Londra, di Alessandro Manzoni nei Promessi sposi e di Albert Camus ne La peste, metafora quest'ultima del Male in generale e del nazismo nello specifico.
Gli argomenti dei dieci giorni sono: amore, erotismo, beffe ecc.

## Prima giornata
Nella giornata I, mercoledì, la regina è Pampinea e nessun tema viene stabilito.
| Narratore  | Novella | Personaggi | Luoghi citati                             |
| ---------- | --- | --- | ----------------------------------------- |
| Panfilo    | 1 - Ser Cepparello con una falsa confessione inganna un santo frate e muorsi; e, essendo stato un pessimo uomo in vita, è morto reputato per santo e chiamato san Ciappelletto. | Musciatto Franzesi, Carlo di Valois, Bonifacio VIII, Cepparello da Prato, due fratelli fiorentini, frate venerabile                            | Francia, Toscana, Prato, Parigi, Borgogna |
| Neifile    | 2 - Abraam giudeo, da Giannotto di Civignì stimolato, va in corte di Roma; e, veduta la malvagità de' cherici, torna a Parigi e fassi cristiano.                                | Giannotto di Civignì, Abraam giudeo, | Parigi, Roma, Cattedrale di Notre-Dame    |
| Filomena   | 3 - Melchisedech giudeo con una novella di tre anella cessa un gran pericolo dal Saladino apparecchiatogli.                                                                     | Saladino, Melchisedech giudeo | Babilonia, Alessandria d'Egitto           |
| Dioneo     | 4 - Un monaco, caduto in peccato degno di gravissima punizione, onestamente rimproverando al suo abate quella medesima colpa, si libera dalla pena.                             | Giovane monaco, giovinetta, abate | Lunigiana                                 |
| Fiammetta  | 5 - La marchesana di Monferrato con un convito di galline e con alquante leggiadre parolette reprime il folle amore del re di Francia.                                          | Corrado degli Aleramici (marchese di Monferrato), Re Filippo il Guercio, la Marchesana di Monferrato (una imprecisata delle mogli di Corrado). | Monferrato, Francia, Genova               |
| Emilia     | 6 - Confonde un valente uomo con un bel detto la malvagia ipocresia de' religiosi.                                                                                              | Fra' Mino da San Quirico, uomo inquisito | Firenze, Basilica di Santa Croce          |
| Filostrato | 7 - Bergamino con una novella di Primasso e dello abate di Clignì onestamente morde una avarizia nuova venuta in messer Can della Scala.                                        | Cangrande della Scala, Federico II, Bergamino, Primasso, Abate di Cluny                                                                        | Verona, Cluny, Parigi                     |
| Lauretta   | 8 - Guglielmo Borsiere con leggiadre parole trafigge l'avarizia di messer Ermino de' Grimaldi.                                                                                  | Guglielmo Borsiere, Ermino de' Grimaldi | Genova                                    |
| Elissa     | 9 - Il re di Cipri, da una donna di Guascogna trafitto, di cattivo valoroso diviene.                                                                                            | Guido da Lusignano (primo re di Cipro), Goffredo da Buglione, una gentil donna di Guascogna                                                    | Cipro, Basilica del Santo Sepolcro        |
| Pampinea   | 10 - Maestro Alberto da Bologna onestamente fa vergognare una donna, la quale lui d'esser di lei innamorato voleva far vergognare.                                              | Alberto da Bologna, Margherita dei Ghisolieri                                                                                                  | Bologna                                   |

## Seconda giornata
La seconda giornata cade di giovedì e la regina è Filomena, che per la prima volta stabilisce un tema al novellare, quello delle avventure a lieto fine. Dioneo chiede di poter novellare liberamente e per ultimo. La sua richiesta viene accolta dalla regina e dagli altri e diventerà una prassi mantenuta anche per le otto giornate seguenti.
| Narratore  | Novella | Personaggi | Luoghi citati |
| ---------- | --- | --- | --- |
| Neifile    | 1 - Martellino, infignendosi attratto, sopra santo Arrigo fa vista di guarire, e, conosciuto il suo inganno, è battuto, e poi, preso e in pericolo venuto d'esser impiccato per la gola, ultimamente scampa. | Beato Arrigo da Treviso, Martellino, Stecchi, Marchese, Sandro Agolanti | Treviso |
| Filostrato | 2 - Rinaldo d'Asti, rubato, capita a Castel Guiglielmo ed è albergato da una donna vedova e, de' suoi danni ristorato, sano e salvo si torna a casa sua. | Rinaldo d'Asti, Azzo VIII d'Este, San Giuliano, masnadieri, il fante di Rinaldo, una vedova bellissima, la sua serva | Castel Guglielmo, Bologna, Ferrara, Verona |
| Pampinea   | 3 - Tre giovani, male il loro avere spendendo, impoveriscono; dei quali un nepote con uno abate accontatosi, tornandosi a casa per disperato, lui truova essere la figliuola del re d'lnghilterra, la quale lui per marito prende e de' suoi zii ogni danno ristora, tornandogli in buono stato.                                                                                               | Tebaldo de' Lamberti o Tebaldo degli Agolanti, i suoi tre figli Lamberto, Tedaldo e Agolante, loro nipote Alessandro, giovane abate (Principessa d'Inghilterra), un oste, il papa (probabilmente Alessandro III), | Firenze, Londra, Roma, Parigi, Cornovaglia, Scozia |
| Lauretta   | 4 - Landolfo Rufolo, impoverito, divien corsale e da' Genovesi preso, rompe in mare, e sopra una cassetta, di gioie carissime piena, scampa, e in Gurfo ricevuto da una femina, ricco si torna a casa sua. | Landolfo Rufolo, marinai genovesi, una povera femminetta e la sua figlioletta, drappieri fiorentini | Reggio Calabria, Gaeta, Salerno, Ravello, Cipro, Mar Egeo, Costantinopoli, Corfù, Brindisi, Trani |
| Fiammetta  | 5 - Andreuccio da Perugia, venuto a Napoli a comperar cavalli, in una notte da tre gravi accidenti soprapreso, da tutti scampato con un rubino si torna a casa sua. | Andreuccio da Perugia, giovane siciliana, una sua amica vecchia, la sua serva, Scarabone Buttafuoco, Filippo Minutolo | Perugia, Napoli, Mercato di Napoli, Sicilia, Malpertugio, Cappella dei Capece Minutolo, Palermo, Agrigento, Ruga Catalana, Duomo di Napoli                                                                                          |
| Emilia     | 6 - Madonna Beritola, con due cavriuoli sopra una isola trovata, avendo due figliuoli perduti, ne va in Lunigiana; quivi l'un de' figliuoli col signor di lei si pone e colla figliuola di lui giace ed è messo in prigione. Cicilia ribellata al re Carlo, e il figliuolo riconosciuto dalla madre, sposa la figliuola del suo signore e il suo fratello ritrova e in grande stato ritornano. | Federico II, Manfredi, Arrighetto Capece, madama Beritola Caracciolo (la Cavriuola), Carlo d'Angiò, Giuffredi Capece (poi detto Giannotto di Procida), Scacciato Capece, una balia, una capriola e i suoi due figli, Corrado Malaspina, sua moglie Orietta, Gasparino Doria, Spina Malaspina, Niccolò da Grignano, Pietro III d'Aragona                                    | Napoli, Palermo, Sicilia, Benevento, Lipari, Isola di Ponza, Lunigiana, Magra, Genova, Lerici, Alessandria d'Egitto |
| Panfilo    | 7 - Il soldano di Babilonia ne manda una sua figliuola a marito al re del Garbo, la quale per diversi accidenti in spazio di quattro anni alle mani di nove uomini perviene in diversi luoghi; ultimamente, restituita al padre per pulcella, ne va al re del Garbo, come prima faceva, per moglie.                                                                                            | Beminedab sultano, Alatiel, Re dell'Algarvio (re del Garbo), donne di compagnia di Alatiel, Pericon da Visalgo, Marato da Visalgo, due proprietari di nave, prenze della Morea, Duca di Atene, Ciuriaci, un matto, duchessa di Atene, imperatore di Costantinopoli, Constanzio, Manovello, Uzbech, Basano, Antioco, mercante di Cipro, Antigono di Famagosta, re di Cipro, | Babilonia, Alessandria d'Egitto, Sardegna, Maiorca, Chiarenza, Atene, Egina, Chio, Smirne, Cappadocia, Rodi, Cipro, Pafo, Armenia, Famagosta, Aigues Mortes, San Cresci in Valcava, Creta, Gerusalemme, Basilica del Santo Sepolcro |
| Elissa     | 8 - Il conte d'Anguersa, falsamente accusato, va in essilio; lascia due suoi figliuoli in diversi luoghi in Inghilterra; e egli sconosciuto tornando di Scozia, lor truova in buono stato; va come ragazzo nello essercito del re di Francia, e riconosciuto innocente, è nel primo stato ritornato.                                                                                           | Gualtieri d'Anversa, donna del figlio del re di Francia, Luigi d'Anversa (Perotto), Violante d'Anversa (Giannetta), maniscalco del re d'Inghilterra, sua moglie e suo figlio Giachetto Lamiens, altro maniscalco del re, un medico, arcivescovo di Rouen | Parigi, Calais, Inghilterra, Londra, Galles, Irlanda |
| Filomena   | 9 - Bernabò da Genova, da Ambrogiuolo ingannato, perde il suo e comanda che la moglie innocente sia uccisa; ella scampa, e in abito d'uomo serve il soldano: ritrova lo 'ngannatore, e Bernabò conduce in Alessandria, dove, lo 'ngannatore punito, ripreso abito femminile, col marito ricchi si tornano a Genova.                                                                            | Bernabò Lomellin, due mercanti, Ambrogiuolo da Piacenza, madonna Zinevra (poi Sicuran da Finale), un familiare di Bernabò, il sultano | Parigi, Genova, Acri, Alessandria d'Egitto |
| Dioneo     | 10 - Paganino da Monaco ruba la moglie a messer Ricciardo da Chinzica; il quale, sappiendo dove ella è, va, e diventa amico di Paganino; raddomandagliele, e egli, dove ella voglia, gliele concede; ella non vuol con lui tornare, e, morto messer Ricciardo, moglie di Paganin diviene. | Riccardo di Chinzica, Lotto Gualandi, Bartolomea Gualandi, Paganino da Monaco | Pisa, Ravenna, Montenero, Monaco |

## Terza giornata
La terza giornata ha luogo di domenica pomeriggio, dopo la pausa del venerdì e sabato, giorni dedicati alla preghiera e alla penitenza. La regina Neifile impone come tema l'uso dell'ingegno.
| Narratore  | Novella | Personaggi | Luoghi citati                                               |
| ---------- | --- | --- | ----------------------------------------------------------- |
| Filostrato | 1 - Masetto da Lamporecchio si fa mutolo e diviene ortolano di uno monistero di donne, le quali tutte concorrono a giacersi con lui. | Masetto da Lamporecchio, un gastaldo, Nuto, la badessa, otto monache | monastero nella contrada di Firenze, Lamporecchio           |
| Pampinea   | 2 - Un pallafrenier giace con la moglie d'Agilulf re, di che Agilulf tacitamente s'accorge; truovalo e tondelo; il tonduto tutti gli altri tonde, e così campa della mala ventura. | Agilulfo, Teodolinda, Autari, un palafreniere | Pavia, Lombardia                                            |
| Filomena   | 3 - Sotto spezie di confessione e di purissima conscienza una donna innamorata d'un giovane induce un solenne frate, senza avvedersene egli, a dar modo che 'l piacer di lei avesse intero effetto. | una gentil donna, suo marito lananiuolo, un assai valoroso uomo, un frate confessore                                                                                    | Firenze, Genova                                             |
| Panfilo    | 4 - Don Felice insegna a frate Puccio come egli diverrà beato faccendo una sua penitenzia; la quale frate Puccio fa, e don Felice in questo mezzo con la moglie del frate si dà buon tempo. | Puccio di Rinieri, monna Isabetta, Don Felice | San Pancrazio (Firenze), Parigi                             |
| Elissa     | 5 - Il Zima dona a messer Francesco Vergellesi un suo pallafreno, e per quello con licenzia di lui parla alla sua donna ed, ella tacendo, egli in persona di lei si risponde, e secondo la sua risposta poi l'effetto segue. | Francesco de' Vergellesi, Riccardo detto il Zima, la moglie di Francesco                                                                                                | Pistoia, Milano                                             |
| Fiammetta  | 6 - Ricciardo Minutolo ama la moglie di Filippello Sighinolfo, la quale sentendo gelosa, col mostrare Filippello il dì seguente con la moglie di lui dovere essere ad un bagno, fa che ella vi va, e credendosi col marito essere stata, si truova che con Ricciardo è dimorata.                                                          | Ricciardo Minutolo, Catella, Filippello Sighinolfi, una buona femina | Napoli                                                      |
| Emilia     | 7 - Tedaldo, turbato con una sua donna, si parte di Firenze; tornavi in forma di peregrino dopo alcun tempo; parla con la donna e falla del suo error conoscente, e libera il marito di lei da morte, che lui gli era provato che aveva ucciso, e co' fratelli il pacefica; e poi saviamente colla sua donna si gode..                    | Tedaldo degli Elisei (poi chiamato Filippo di San Lodeccio), monna Ermellina, Aldobrandino Palermini, quattro fratelli di Tedaldo, un frate, Faziuolo da Pontremoli     | Firenze, Ancona, Cipro, Lunigiana                           |
| Lauretta   | 8 - Ferondo, mangiata certa polvere, è sotterrato per morto; e dall'abate, che la moglie di lui si gode, tratto della sepoltura, è messo in prigione e fattogli credere che egli è in purgatoro; e poi risuscitato, per suo nutrica un figliuolo dello abate nella moglie di lui generato.                                                | un abate, Ferondo, moglie di Ferondo, un frate da Bologna, Benedetto Ferondi                                                                                            | una badia in Toscana                                        |
| Neifile    | 9 - Giletta di Nerbona guerisce il re di Francia d'una fistola; domanda per marito Beltramo di Rossiglione, il quale, contra sua voglia sposatala, a Firenze se ne va per isdegno, dove vagheggiando una giovane, in persona di lei Giletta giacque con lui ed ebbene due figliuoli; per che egli poi, avutola cara, per moglie la tenne. | Isnardo, Gerardo di Narbona, Giletta di Narbona, Beltramo di Rossiglione, Re di Francia, un'albergatrice, una gentil ma povera femmina e sua madre, due bambini gemelli | Francia, Rossiglione, Parigi, Toscana, Firenze, Montpellier |
| Dioneo     | 10 - Alibech diviene romita, a cui Rustico monaco insegna rimettere il diavolo in inferno; poi, quindi tolta, diventa moglie di Neerbale. | Alibech, primo monaco, secondo monaco, Rustico, Neerbale | Gafsa in Barberia (Tunisia), deserto della Tebaide          |

## Quarta giornata
Nella quarta giornata, lunedì, il re è Filostrato e il tema è costituito dagli amori infelici.
| Narratore  | Novella | Personaggi | Luoghi citati                                             |
| ---------- | --- | --- | --------------------------------------------------------- |
| Fiammetta  | 1 - Tancredi prenze di Salerno uccide l'amante della figliuola e mandale il cuore in una coppa d'oro; la quale, messa sopr'esso acqua avvelenata, quella si bee, e così muore. | Tancredi di Salerno, Ghismunda, Guiscardo, Duca di Capua                                                             | Salerno                                                   |
| Pampinea   | 2 - Frate Alberto dà a vedere ad una donna che l'Agnolo Gabriello è di lei innamorato, in forma del quale più volte si giace con lei; poi, per paura de' parenti di lei della casa gittatosi, in casa d'uno povero uomo ricovera, il quale in forma d'uomo salvatico il dì seguente nella piazza il mena, dove, riconosciuto, è da' suoi frati preso e incarcerato.                                                                  | Berto della Massa (poi detto Frate Alberto), San Francesco d'Assisi, Lisetta da ca' Quirino, i cognati di Lisetta    | Imola, Venezia, Assisi, Fiandre, Rialto, piazza San Marco |
| Lauretta   | 3 - Tre giovani amano tre sorelle e con loro si fuggono in Creti. La maggiore per gelosia il suo amante uccide; la seconda, concedendosi al duca di Creti, scampa da morte la prima, l'amante della quale l'uccide e con la prima si fugge: ènne incolpato il terzo amante con la terza sirocchia; e presi il confessano e per tema di morire con moneta la guardia corrompono, e fuggonsi poveri a Rodi e in povertà quivi muoiono. | Restagnone, Folco, Ughetto, Ninetta, Magdalena, Bertella, duca di Creti                                              | Marsilia, Genova, Creti, Rodi                             |
| Elissa     | 4 - Gerbino, contra la fede data dal re Guglielmo suo avolo, combatte una nave del re di Tunisi per torre una sua figliuola, la quale uccisa da quegli che su v'erano, loro uccide, e a lui è poi tagliata la testa. | Gerbino, la figliuola del re di Tunisi, Guiglielmo di Cicilia, il re di Tunisi, Ruggieri                             | Tunisi, Palermo, Messina, Granata, Sardigna               |
| Filomena   | 5 - I fratelli dell'Isabetta uccidon l'amante di lei; egli l'apparisce in sogno e mostrale dove sia sotterrato. Ella occultamente disotterra la testa e mettela in un testo di bassilico; e quivi su piagnendo ogni dì per una grande ora, i fratelli gliele tolgono, ed ella se ne muore di dolore poco appresso. | Elisabetta da Messina, Lorenzo, fratelli di Elisabetta                                                               | Messina e Napoli                                          |
| Panfilo    | 6 - L'Andreuola ama Gabriotto; raccontagli un sogno veduto ed egli a lei un altro; muorsi di subito nelle sue braccia; mentre che ella con una sua fante alla casa di lui nel portano, son prese dalla signoria, ed ella dice come l'opera sta; il podestà la vuole sforzare; ella nol patisce; sentelo il padre di lei, e lei innocente trovata fa liberare; la quale, del tutto rifiutando di star più al mondo, si fa monaca.     | messer Negro da Ponte Carraro, Andreuola (sua figlia), Gabriotto (uomo di bassa condizione), fante, guardie, podestà | Brescia                                                   |
| Emilia     | 7 - La Simona ama Pasquino; sono insieme in uno orto; Pasquino si frega a' denti una foglia di salvia e muorsi; è presa la Simona, la quale, volendo mostrare al giudice come morisse Pasquino, fregatasi una di quelle foglie a' denti, similmente si muore. | Simona, Pasquino, Lagina, l'Atticciato, lo Stramba                                                                   | , Firenze                                                 |
| Neifile    | 8 - Girolamo ama la Salvestra; va, costretto da' prieghi della madre, a Parigi; torna e truovala maritata; entrale di nascoso in casa e muorle allato; e portato in una chiesa, muore la Salvestra allato a lui. | , | ,                                                         |
| Filostrato | 9 - Messer Guiglielmo Rossiglione dà a mangiare alla moglie sua il cuore di messer Guiglielmo Guardastagno ucciso da lui e amato da lei; il che ella sappiendo, poi si gitta da una alta finestra in terra e muore e col suo amante è sepellita. | Guglielmo Rossiglione, moglie di Guglielmo Rossiglione, Guglielmo Guardastagno                                       | ,                                                         |
| Dioneo     | 10 - La moglie d'un medico per morto mette un suo amante adoppiato in una arca, la quale con tutto lui due usurai se ne portano in casa. Questi si sente, è preso per ladro; la fante della donna racconta alla signoria sé averlo esso nell'arca dagli usurieri imbolata, laond'egli scampa dalle forche e i prestatori d'avere l'arca furata sono condannati in denari.                                                            | Mazzeo della Montagna, Ruggieri d'Aieroli                                                                            | Salerno, Amalfi                                           |

## Quinta giornata
Nella quinta giornata, martedì, la regina è Fiammetta e si ragiona sulla felicità raggiunta dagli amanti dopo avventure o sventure straordinarie.
| Narratore  | Novella | Personaggi                                                       | Luoghi citati            |
| ---------- | --- | ---------------------------------------------------------------- | ------------------------ |
| Panfilo    | 1 - Cimone amando divien savio, ed Efigenia sua donna rapisce in mare; è messo in Rodi in prigione, onde Lisimaco il trae, e da capo con lui rapisce Efigenia e Cassandra nelle lor nozze, fuggendosi con esse in Creti; e quindi, divenute lor mogli, con esse a casa loro son richiamati. |                                                                  | Rodi                     |
| Emilia     | 2 - Gostanza ama Martuccio Gomito, la quale, udendo che morto era, per disperata sola si mette in una barca, la quale dal vento fu trasportata a Susa; ritruoval vivo in Tunisi, palesaglisi, ed egli grande essendo col re per consigli dati, sposatala, ricco con lei in Lipari se ne torna. |                                                                  |                          |
| Elissa     | 3 - Pietro Boccamazza si fugge con l'Agnolella; truova ladroni; la giovane fugge per una selva, ed è condotta ad un castello; Pietro è preso e delle mani de' ladroni fugge, e dopo alcuno accidente, capita a quel castello dove l'Agnolella era, e sposatala con lei se ne torna a Roma. | ,                                                                | ,                        |
| Filostrato | 4 - Ricciardo Manardi è trovato da messer Lizio da Valbona con la figliuola, la quale egli sposa, e col padre di lei rimane in buona pace. | ,                                                                | ,                        |
| Neifile    | 5 - Guidotto da Cremona lascia a Giacomin da Pavia una fanciulla, e muorsi; la quale Giannol di Severino e Minghino di Mingole amano in Faenza; azzuffansi insieme; riconoscesi la fanciulla esser sirocchia di Giannole, e dassi per moglie a Minghino. |                                                                  | ,                        |
| Pampinea   | 6 - Gian di Procida trovato con una giovane amata da lui, e stata data al re Federigo, per dovere essere arso con lei è legato ad un palo; riconosciuto da Ruggieri de Loria, campa e divien marito di lei. | Giovanni da Procida, Federico III di Sicilia, Ruggiero di Lauria | Palermo, Procida, Ischia |
| Lauretta   | 7 - Teodoro, innamorato della Violante figliuola di messere Amerigo suo signore, la 'ngravida ed è alle forche condannato; alle quali frustandosi essendo menato, dal padre riconosciuto e prosciolto, prende per moglie la Violante. | ,                                                                | Trapani                  |
| Filomena   | 8 - Nastagio degli Onesti, amando una de' Traversari, spende le sue ricchezze senza essere amato. Vassene, pregato da' suoi, a Chiassi; quivi vede cacciare ad un cavaliere una giovane e ucciderla e divorarla da due cani. Invita i parenti suoi e quella donna amata da lui ad un desinare, la quale vede questa medesima giovane sbranare; e temendo di simile avvenimento prende per marito Nastagio. | Nastagio degli Onesti, Guido degli anastagi, famiglia traversari | Ravenna, chiassi         |
| Fiammetta  | 9 - Federigo degli Alberighi ama e non è amato e in cortesia spendendo si consuma e rimangli un sol falcone, il quale, non avendo altro dà a mangiare alla sua donna venutagli a casa; la quale, ciò sappiendo, mutata d'animo, il prende per marito e fallo ricco. | Federigo degli Alberighi, monna Giovanna e suo figlio            | Firenze                  |
| Dioneo     | 10 - Pietro di Vinciolo va a cenare altrove; la donna sua si fa venire un garzone; torna Pietro; ella il nasconde sotto una cesta da polli; Pietro dice essere stato trovato in casa d'Ercolano, con cui cenava, un giovane messovi dalla moglie; la donna biasima la moglie d'Ercolano; uno asino per isciagura pon piede in su le dita di colui che era sotto la cesta; egli grida; Pietro corre là, vedelo cognosce lo 'nganno della moglie con la quale ultimamente rimane in concordia per la sua tristezza. | ,                                                                | ,                        |

## Sesta giornata
La sesta giornata cade di mercoledì e la regina è Elissa; il tema è quello delle risposte pronte e argute che permettono di togliersi d'impaccio o da una situazione pericolosa.
| Narratore  | Novella | Personaggi                                                                 | Luoghi citati                             |
| ---------- | --- | -------------------------------------------------------------------------- | ----------------------------------------- |
| Filomena   | 1 - Un cavaliere dice a madonna Oretta di portarla con una novella a cavallo, e malcompostamente dicendola, è da lei pregato che a piè la ponga.                                              | Madonna Oretta, Cavaliere                                                  | campagna di Firenze                       |
| Pampinea   | 2 - Cisti fornaio con una sola parola fa raveder messer Geri Spina d'una sua trascutata domanda.                                                                                              | Cisti fornaio, Geri Spina, un servo                                        | Firenze, chiesa di Santa Maria degli Ughi |
| Lauretta   | 3 - Monna Nonna de' Pulci con una presta risposta al meno che onesto motteggiare del vescovo di Firenze silenzio impone.                                                                      | Vescovo Antonio, Dego della Ratta, Nonna de' Pulci                         | Firenze, Barcellona                       |
| Neifile    | 4 - Chichibio, cuoco di Currado Gianfigliazzi, con una presta parola a sua salute l'ira di Currado volge in riso, e sé campa dalla mala ventura minacciatagli da Currado.                     | Chichibio, donna Brunetta, Currado Gianfigliazzi                           | Firenze, Venezia                          |
| Panfilo    | 5 - Messer Forese da Rabatta e maestro Giotto dipintore, venendo di Mugello, l'uno la sparuta apparenza dell'altro motteggiando morde.                                                        | Forese da Rabatta, Giotto                                                  | Mugello                                   |
| Fiammetta  | 6 - Pruova Michele Scalza a certi giovani come i Baronci sono i più gentili uomini del mondo o di maremma, e vince una cena.                                                                  | Michele Scalza, Neri Vanni, Piero di Fiorentino                            | Firenze                                   |
| Filostrato | 7 - Madonna Filippa dal marito con un suo amante trovata, chiamata in giudicio, con una pronta e piacevol risposta sé libera e fa lo statuto modificare.                                      | Madonna Filippa, Lazzarino di Guazzaliatri, Rinaldo de' Pugliesi           | Prato                                     |
| Emilia     | 8 - Fresco conforta la nepote che non si specchi, se gli spiacevoli, come diceva, l'erano a veder noiosi.                                                                                     | Fresco da Celatico, Cesca                                                  | Firenze                                   |
| Elissa     | 9 - Guido Cavalcanti dice con un motto onestamente villania a certi cavalier fiorentini li quali soprappresso l'aveano.                                                                       | Guido Cavalcanti, Betto Brunelleschi                                       | Firenze                                   |
| Dioneo     | 10 - Frate Cipolla promette a certi contadini di mostrar loro la penna dell'agnolo Gabriello; in luogo della quale trovando carboni, quegli dice esser di quegli che arrostirono san Lorenzo. | Frate Cipolla, Giovanni del Bragoniera, Biagio Pazzini, Guccio Porco, Nuta | Certaldo                                  |

## Settima giornata
La settima giornata, giovedì, regna Dioneo e si narra delle beffe fatte dalle donne, per amore o per paura, ai loro mariti.
| Narratore  | Novella | Personaggi                                                      | Luoghi citati    |
| ---------- | --- | --------------------------------------------------------------- | ---------------- |
| Emilia     | 1 - Gianni Lotteringhi ode di notte toccar l'uscio suo; desta la moglie, ed ella gli fa accredere che egli è la fantasima; vanno ad incantare con una orazione, e il picchiar si rimane. | Gianni Lotteringhi, monna Tessa, Federigo di Neri Pegolatti     | vicino a Firenze |
| Filostrato | 2 - Peronella mette un suo amante in un doglio, tornando il marito a casa; il quale avendo il marito venduto, ella dice che venduto l'ha ad uno che dentro v'è a vedere se saldo gli pare. Il quale saltatone fuori, il fa radere al marito, e poi portarsenelo a casa sua.                                                                                                  | Peronella, marito, Giascrignari                                 | Napoli           |
| Elissa     | 3 - Frate Rinaldo si giace colla comare; truovalo il marito in camera con lei, e fannogli credere che egli incantava i vermini al figlioccio. | Frate Rinaldo, madonna Agnesa, marito di madonna Agnesa, figlio | Siena            |
| Lauretta   | 4 - Tofano chiude una notte fuor di casa la moglie, la quale, non potendo per prieghi rientrare, fa vista di gittarsi in un pozzo e gittavi una gran pietra. Tofano esce di casa e corre là, ed ella in casa le n'entra e serra lui di fuori, e sgridandolo il vitupera. | Tofano, monna Ghita                                             | Arezzo           |
| Fiammetta  | 5 - Un geloso in forma di prete confessa la moglie, al quale ella dà a vedere che ama un prete che viene a lei ogni notte; di che mentre che il geloso nascostamente prende guardia all'uscio, la donna per lo tetto si fa venire un suo amante, e con lui si dimora. | ricco mercante geloso, moglie, Filippo                          | Rimini           |
| Pampinea   | 6 - Madonna Isabella con Leonetto standosi, amata da un messer Lambertuccio, è da lui visitata; e tornando il marito di lei, messer Lambertuccio con un coltello in mano fuor di casa ne manda, e il marito di lei poi Leonetto accompagna. | madonna Isabella, marito, Lionetto, Lambertuccio                | Firenze          |
| Filomena   | 7 - Lodovico discuopre a madonna Beatrice l'amore il quale egli le porta; la qual manda Egano suo marito in un giardino in forma di sé, e con Lodovico si giace; il quale poi levatosi, va e bastona Egano nel giardino. | Ludovico (Anichino), Beatrice, Egano dei Galluzzi               | Bologna          |
| Neifile    | 8 - Un diviene geloso della moglie, ed ella, legandosi uno spago al dito la notte, sente il suo amante venire a lei. Il marito se n'accorge, e mentre seguita l'amante, la donna mette in luogo di sé nel letto un'altra femina, la quale il marito batte e tagliale le trecce, e poi va per li fratelli di lei, li quali, trovando ciò non esser vero, gli dicono villania. | Arriguccio Berlingeri, Sismonda, Ruberto, fratelli di Sismunda  | Firenze          |
| Panfilo    | 9 - Lidia moglie di Nicostrato ama Pirro, il quale, acciò che credere il possa, le chiede tre cose, le quali ella gli fa tutte; e oltre a questo in presenza di Nicostrato si sollazza con lui, e a Nicostrato fa credere che non sia vero quello che ha veduto. | Pirro, Lidia, Nicostrato, Lusca                                 | Argo             |
| Dioneo     | 10 - Due sanesi amano una donna comare dell'uno; muore il compare e torna al compagno secondo la promessa fattagli, e raccontagli come di là si dimori. | Tingoccio Mini, Meuccio Tura, monna Mita                        | Siena            |

## Ottava giornata
L'ottava giornata, domenica, regna Lauretta e si narra di qualunque tipo di beffa.
| Narratore  | Novella | Personaggi                                                                         | Luoghi citati              |
| ---------- | --- | ---------------------------------------------------------------------------------- | -------------------------- |
| Neifile    | 1 - Gulfardo prende da Guasparruolo denari in prestanza, e con la moglie di lui accordato di dover giacer con lei per quegli, sì gliele dà, e poi in presenzia di lei a Guasparruolo dice che a lei gli diede, ed ella dice che è il vero.                                                                                        | Gulfardo, Guasparuolo Cagastraccio, madonna Ambruogia                              | Milano                     |
| Panfilo    | 2 - Il Prete da Varlungo si giace con monna Belcolore; lasciale pegno un suo tabarro; e accattato da lei un mortaio, il rimanda e fa domandare il tabarro lasciato per ricordanza; rendelo proverbiando la buona donna. | Prete di Varlungo, monna Belcolore, Bentivegna del Mazzo                           | Varlungo                   |
| Elissa     | 3 - Calandrino, Bruno e Buffalmacco giù per lo Mugnone vanno cercando di trovar l'elitropia, e Calandrino se la crede aver trovata; tornasi a casa carico di pietre; la moglie il proverbia, ed egli turbato la batte, e a' suoi compagni racconta ciò che essi sanno meglio di lui.                                              | Calandrino, Bruno e Buffalmacco, Maso del Saggio                                   | Firenze e rive del Mugnone |
| Emilia     | 4 - Il proposto di Fiesole ama una donna vedova; non è amato da lei, e credendosi giacer con lei, giace con una sua fante, e i fratelli della donna vel fanno trovare al vescovo suo. | Prevosto di Fiesole, monna Piccarda, fratelli di monna Piccarda, Ciutazza, vescovo | Fiesole                    |
| Filostrato | 5 - Tre giovani traggono le brache ad un giudice marchigiano in Firenze, mentre che egli, essendo al banco, teneva ragione. | Messere Nicola di San Lepido, Maso del Saggio, Ribi, Matteuzzo                     | Firenze                    |
| Filomena   | 6 - Bruno e Buffalmacco imbolano un porco a Calandrino; fannogli fare la sperienzia da ritrovarlo con galle di gengiovo e con vernaccia, e a lui ne danno due, l'una dopo l'altra, di quelle del cane confettate in aloè, e pare che l'abbia avuto egli stesso; fannolo ricomperare, se egli non vuole che alla moglie il dicano. | Calandrino, Bruno e Buffalmacco, prete                                             | campagna di Firenze        |
| Pampinea   | 7 - Uno scolare ama una donna vedova, la quale, innamorata d'altrui, una notte di verno il fa stare sopra la neve ad aspettarsi; la quale egli poi, con un suo consiglio, di mezzo luglio ignuda tutto un dì la fa stare in su una torre alle mosche e a' tafani e al sole.                                                       | Riniero, Elena, amante di Elena                                                    | Firenze                    |
| Fiammetta  | 8 - Due usano insieme; l'uno con la moglie dell'altro si giace; l'altro, avvedutosene, fa con la sua moglie che l'uno è serrato in una cassa, sopra la quale, standovi l'un dentro, l'altro con la moglie dell'un si giace. | Spinelloccio Tavene, Zeppa di Mino, moglie di Spinelloccio, moglie di Zeppa        | Siena                      |
| Lauretta   | 9 - Maestro Simone medico, da Bruno e da Buffalmacco, per esser fatto d'una brigata che va in corso, fatto andar di notte in alcun luogo, è da Buffalmacco gittato in una fossa di bruttura e lasciatovi. | Maestro Simone, Bruno e Buffalmacco                                                | Firenze                    |
| Dioneo     | 10 - Una ciciliana maestrevolmente toglie ad un mercatante ciò che in Palermo ha portato; il quale, sembiante faccendo d'esservi tornato con molta più mercatantia che prima, da lei accattati denari, le lascia acqua e capecchio.                                                                                               | Niccolò da Cignano detto Salabetto, madama Iancofiore, Pietro Camigiano            | Palermo, Napoli            |

## Nona giornata
Nella nona giornata, lunedì, la regina è Emilia e ciascuno racconta ciò che più gli piace.
| Narratore  | Novella | Personaggi                                                                             | Luoghi citati                                   |
| ---------- | --- | -------------------------------------------------------------------------------------- | ----------------------------------------------- |
| Filomena   | 1 - Madonna Francesca, amata da uno Rinuccio e da uno Alessandro, e niuno amandone, col fare entrare l'un per morto in una sepoltura, e l'altro quello trarne per morto, non potendo essi venire al fine imposto, cautamente se gli leva da dosso. | Alessandro Chiarmontesi, Rinuccio Palermini, Francesca de' Lazzari                     | Firenze, Pistoia                                |
| Elissa     | 2 - Levasi una badessa in fretta e al buio per trovare una sua monaca, a lei accusata, col suo amante nel letto; ed essendo con lei un prete, credendosi il saltero de' veli aver posto in capo, le brache del prete vi si pose; le quali vedendo l'accusata e fattalane accorgere, fu diliberata, ed ebbe agio di starsi col suo amante.                                                | Isabetta, amante, badessa Usimbalda, prete, monache                                    | Lombardia                                       |
| Filostrato | 3 - Maestro Simone, ad instanzia di Bruno e di Buffalmacco e di Nello, fa credere a Calandrino che egli è pregno; il quale per medicine dà a' predetti capponi e denari, e guarisce della pregnezza senza partorire. | Calandrino, Bruno e Buffalmacco, Nello, maestro Simone                                 | Firenze                                         |
| Neifile    | 4 - Cecco di messer Fortarrigo giuoca a Buonconvento ogni sua cosa e i denari di Cecco di messer Angiulieri, e in camicia correndogli dietro e dicendo che rubato l'avea, il fa pigliare a' villani e i panni di lui si veste e monta sopra il pallafreno, e lui, venendosene, lascia in camicia.                                                                                        | Cecco di messer Fortarrigo, Cecco Angiolieri                                           | Siena, Buonconvento, Marca d'Ancona, Corsignano |
| Fiammetta  | 5 - Calandrino s'innamora d'una giovane, al quale Bruno fa un brieve, col quale come egli la tocca, ella va con lui, e dalla moglie trovato, ha gravissima e noiosa quistione. | Calandrino, Bruno e Buffalmacco, Nello, Filippo Cornacchini, la Niccolosa, monna Tessa | Camerata                                        |
| Panfilo    | 6 - Due giovani albergano con uno, de' quali l'uno si va a giacere con la figliuola, e la moglie di lui disavvedutamente si giace con l'altro. Quegli che era con la figliuola, si corica col padre di lei e dicegli ogni cosa, credendosi dire al compagno. Fanno romore insieme. La donna, ravvedutasi, entra nel letto della figliuola, e quindi con certe parole ogni cosa pacefica. | Pinuccio, Adriano, buon uomo, moglie del buon uomo, Niccolosa, fratellino              | Pian del Mugnone                                |
| Pampinea   | 7 - Talano d'Imolese sogna che uno lupo squarcia tutta la gola e 'l viso alla moglie; dicele che se ne guardi; ella nol fa, e avvienle. | Talano d'Imolese, Margherita                                                           | contado vicino a Firenze                        |
| Lauretta   | 8 - Biondello fa una beffa a Ciacco d'un desinare, della quale Ciacco cautamente si vendica, faccendo lui sconciamente battere. | Biondello, Ciacco, Corso Donati, messere Filippo                                       | Firenze                                         |
| Emilia     | 9 - Due giovani domandano consiglio a Salamone, l'uno come possa essere amato, l'altro come gastigar debba la moglie ritrosa. All'un risponde che ami, all'altro che vada al Ponte all'oca. | Melisso, Gisefo, moglie di Gisefo, Salomone                                            | Gerusalemme, Antiochia, Laiazzo                 |
| Dioneo     | 10 - Donno Gianni ad istanzia di compar Pietro fa lo 'ncantesimo per far diventar la moglie una cavalla; e quando viene ad appiccar la coda, compar Pietro, dicendo che non vi voleva coda, guasta tutto lo 'ncantamento. | Donno Giovanni Barolo, Pietro da Tresanti, comar Gemmata                               | Barletta, Tresanti                              |

## Decima giornata
La decima e ultima giornata cade di martedì, sotto il regno di Panfilo, e si narra di chi, con cortesia e magnanimità, ha vissuto avventure d'amore o di altro genere.
| Narratore  | Novella | Personaggi                                                                                   | Luoghi citati                                         |
| ---------- | --- | -------------------------------------------------------------------------------------------- | ----------------------------------------------------- |
| Neifile    | 1 - Un cavaliere serve al re di Spagna; pargli male esser guiderdonato, per che il re con esperienzia certissima gli mostra non esser colpa di lui ma della sua malvagia fortuna, altamente donandogli poi. | Ruggeri de'Figgiovanni, Alfonso re di Spagna, famigliare del re                              | Spagna                                                |
| Elissa     | 2 - Ghino di Tacco piglia l'abate di Clignì e mèdicalo del male dello stomaco, e poi il lascia; il quale, tornato in corte di Roma, lui riconcilia con Bonifazio papa, e fallo friere dello Spedale. | Ghino di Tacco, abate di Clignì, Papa                                                        | Radicofani, Roma                                      |
| Filostrato | 3 - Mitridanes, invidioso della cortesia di Natan, andando per ucciderlo, senza conoscerlo capita a lui, e da lui stesso informato del modo, il truova in un boschetto, come ordinato avea; il quale riconoscendolo si vergogna, e suo amico diviene. | Mitridanes, Natan                                                                            | Cattaio                                               |
| Lauretta   | 4 - Messer Gentil de' Carisendi, venuto da Mòdona, trae della sepoltura una donna amata da lui, sepellita per morta, la quale riconfortata partorisce un figliuol maschio; e messer Gentile lei ed il figliuolo restituisce a Niccoluccio Caccianimico marito di lei. | Gentil Carisendi, madonna Catalina, Niccoluccio Caccianemico, figlio Gentile                 | Modena, Bologna                                       |
| Emilia     | 5 - Madonna Dianora domanda a messer Ansaldo un giardino di gennaio bello come di maggio; messere Ansaldo con l'obligarsi ad uno nigromante gliele dà; il marito le concede che ella faccia il piacere di messer Ansaldo, il quale, udita la liberalità del marito, l'assolve della promessa, ed il nigromante, senza volere alcuna cosa del suo, assolve messer Ansaldo. | Madonna Dianora, Gilberto, Ansaldo Gradense, negromante                                      | Udine                                                 |
| Fiammetta  | 6 - Il re Carlo vecchio vittorioso, d'una giovinetta innamoratosi, vergognandosi del suo folle pensiero, lei ed una sua sorella onorevolmente marita. | Carlo d'Angiò, Guido di Monforte, Neri degli Uberti, Ginevra e Isotta                        | Castellammare di Stabia, Reggia di Quisisana, Firenze |
| Pampinea   | 7 - Il re Piero, sentito il fervente amore portatogli dalla Lisa inferma, le conforta, e appresso ad un gentil giovane la marita; e lei nella fronte baciata, sempre poi si dice suo cavaliere. | Pietro di Raona, Bernardo Puccini, Lisa Puccini, Minuccio d'Arezzo, Mico da Siena, Perdicone |                                                       |
| Filomena   | 8 - Sofronia, credendosi esser moglie di Gisippo, è moglie di Tito Quinzio Fulvo, e con lui se ne va a Roma; dove Gisippo in povero stato arriva, e credendo da Tito esser disprezzato, sé avere uno uomo ucciso, per morire, afferma; Tito, riconosciutolo, per iscamparlo, dice sé averlo morto, il che colui che fatto l'avea vedendo, sé stesso manifesta; per la qual cosa da Ottaviano tutti sono liberati, e Tito dà a Gisippo la sorella per moglie e con lui comunica ogni suo bene.                                                            | Tito Quinzio Fulvo, Cremete, Grisippo, Sofronia, Plubio Ambusto, Ottaviano, sorella di Tito  | Atene, Roma                                           |
| Panfilo    | 9 - Il Saladino in forma di mercante è onorato da messer Torello; fassi il passaggio; messer Torello dà un termine alla donna sua a rimaritarsi; è preso, e per acconciare uccelli viene in notizia del soldano; il quale, riconosciutolo e sé fatto riconoscere, sommamente l'onora; messer Torello inferma, e per arte magica in una notte n'è recato a Pavia, e alle nozze, che della rimaritata sua moglie si facevano, da lei riconosciuto, con lei a casa sua se ne torna.                                                                         | Saladino, Torello di Strà da Pavia, moglie di Torello                                        | Milano, Pavia, Alessandria, Acri                      |
| Dioneo     | 10 - Il marchese di Saluzzo, da' prieghi de' suoi uomini costretto di pigliar moglie, per prenderla a suo modo, piglia una figliuola d'un villano, della quale ha due figlioli, li quali le fa veduto di uccidergli; poi, mostrando lei essergli rincresciuta e avere altra moglie presa, a casa faccendosi ritornare la propria figliuola come se sua moglie fosse, lei avendo in camicia cacciata e ad ogni cosa trovandola paziente, più cara che mai in casa tornatalasi, i suoi figliuoli grandi le mostra, e come marchesana l'onora e fa onorare. | Gualtieri marchese di Saluzzo, Griselda, Giannucole, figlio e figlia                         | Saluzzo, Bologna                                      |